# Edward Leamington Nichols

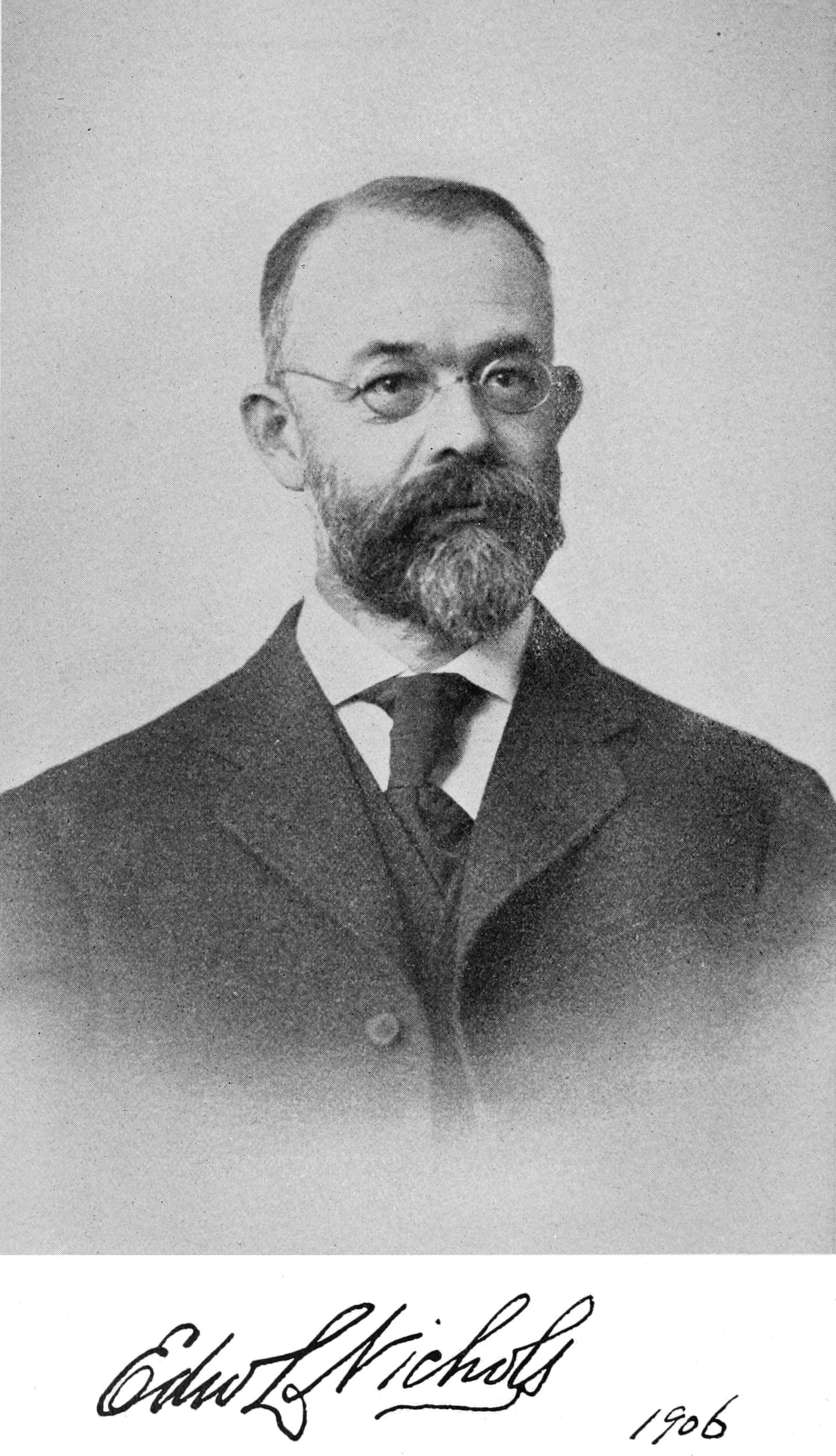
Edward Leamington Nichols

Edward Leamington Nichols (* 14. September 1854 in Leamington, England; † 10. November 1937 in West Palm Beach, Florida) war ein US-amerikanischer Physiker.
Nichols studierte an der Cornell University, sowie an den Universitäten Leipzig, Berlin und Göttingen. An der Universität Göttingen wurde er 1879 promoviert. Anschließend arbeitete er im Labor von Thomas Edison in Menlo Park.
1881 wurde er Professor für Physik und Chemie an der Central University of Kentucky, 1883 Professor für Physik und Astronomie an der University of Kansas und 1887 Professor für Physik an der Cornell University. Er verfasste mehrere Schullehrbücher über Physik und befasste sich mit physikalischer Optik (Fluoreszenz und Lumineszenz).
Nichols war Mitglied der National Academy of Sciences und der American Academy of Arts and Sciences (1901), 1907 Präsident der American Association for the Advancement of Science und 1907/08 Präsident der American Physical Society.
1928 wurde er mit dem Rumford-Preis ausgezeichnet.
| Personendaten    | Personendaten              |
| ---------------- | -------------------------- |
| NAME             | Nichols, Edward Leamington |
| KURZBESCHREIBUNG | US-amerikanischer Physiker |
| GEBURTSDATUM     | 14. September 1854         |
| GEBURTSORT       | Leamington Spa, England    |
| STERBEDATUM      | 10. November 1937          |
| STERBEORT        | West Palm Beach, Florida   |